# Кульчумська сільська рада
Кульчу́мська сільська рада (рос. Кульчумский сельский совет) — сільське поселення у складі Матвієвського району Оренбурзької області Росії.
Адміністративний центр та єдиний населений пункт — село Кульчум.

## Населення
Населення — 299 осіб (2019; 317 в 2010, 372 у 2002).